# گمینا وارتکوویتسه
گمینا وارتکوویتسه (به لهستانی:  Gmina Wartkowice) یک گمینا در لهستان است که در شهرستان پودمبیتسه واقع شده‌است. گمینا وارتکوویتسه ۱۴۱٫۸ کیلومتر مربع مساحت و ۶٬۳۶۰ نفر جمعیت دارد.